# Sens Olympique Club Volley-Ball
Maillots
Actualités
Le Sens Volley 89 (abrégé SV89) est un club français de Volley-ball basé à Sens, dans le département de l'Yonne. Créé en 1959 comme club multisports, la section Volley-ball a été ouverte en 1966.
L'équipe féminine évolue en Championnat de France d'Élite Féminine de volley-ball, la 2e division nationale féminine de ce sport depuis leur promotion en 2013.
Il s'agit du principal club sportif féminin de la ville de Sens et l'un des principaux du département.

## Histoire
En 2013-2014, Sens termine à la 4e place du championnat de la poule B et se maintient grâce à sa première place dans les play-downs.
En 2014-2015, Sens obtient les mêmes résultats. Les Sénonaises se maintiendront grâce aux plays-downs de sa saison d'ascension en 2013-2014 jusqu'à la saison 2017-2018. 
Sens se qualifie pour la première fois de son histoire aux Plays-OFF d'ascension pour Championnat de France féminin de volley-ball  (Ligue A) en terminant à la 2e place de la poule A.
| saison    | niveau | division       | saison régulière   | Play Off | Play Down         |
| --------- | ------ | -------------- | ------------------ | -------- | ----------------- |
| 2012-2013 | 3      | Nationale 2    | 1er (groupe C)     | 3e       |                   |
| 2013-2014 | 2      | Élite Féminine | 4e (groupe A)      |          | 1er (Play Down A) |
| 2014-2015 | 2      | Élite Féminine | 4e (groupe B)      |          | 1er (Play Down B) |
| 2015-2016 | 2      | Élite Féminine | 5e (groupe B)      |          | 2e                |
| 2016-2017 | 2      | Élite Féminine | 5e (groupe B)      |          | 2e                |
| 2017-2018 | 2      | Élite Féminine | 5e (groupe B)      |          | 3e                |
| 2018-2019 | 2      | Élite Féminine | 2e (groupe A)      | 5e       |                   |
| 2019-2020 | 2      | Élite Féminine | 4e (groupe A)      |          | 1er               |
| 2020-2021 | 2      | Élite Féminine | 2e (groupe B)      | 3e       |                   |
| 2021-2022 | 2      | Élite Féminine | 4e (groupe A)      |          | 1er               |
| 2022-2023 | 2      | Élite Féminine | 2e (groupe B)      | 8e       |                   |
| 2023-2024 | 2      | Élite Féminine | 6e (groupe Access) |          | 1er               |

## Effectif

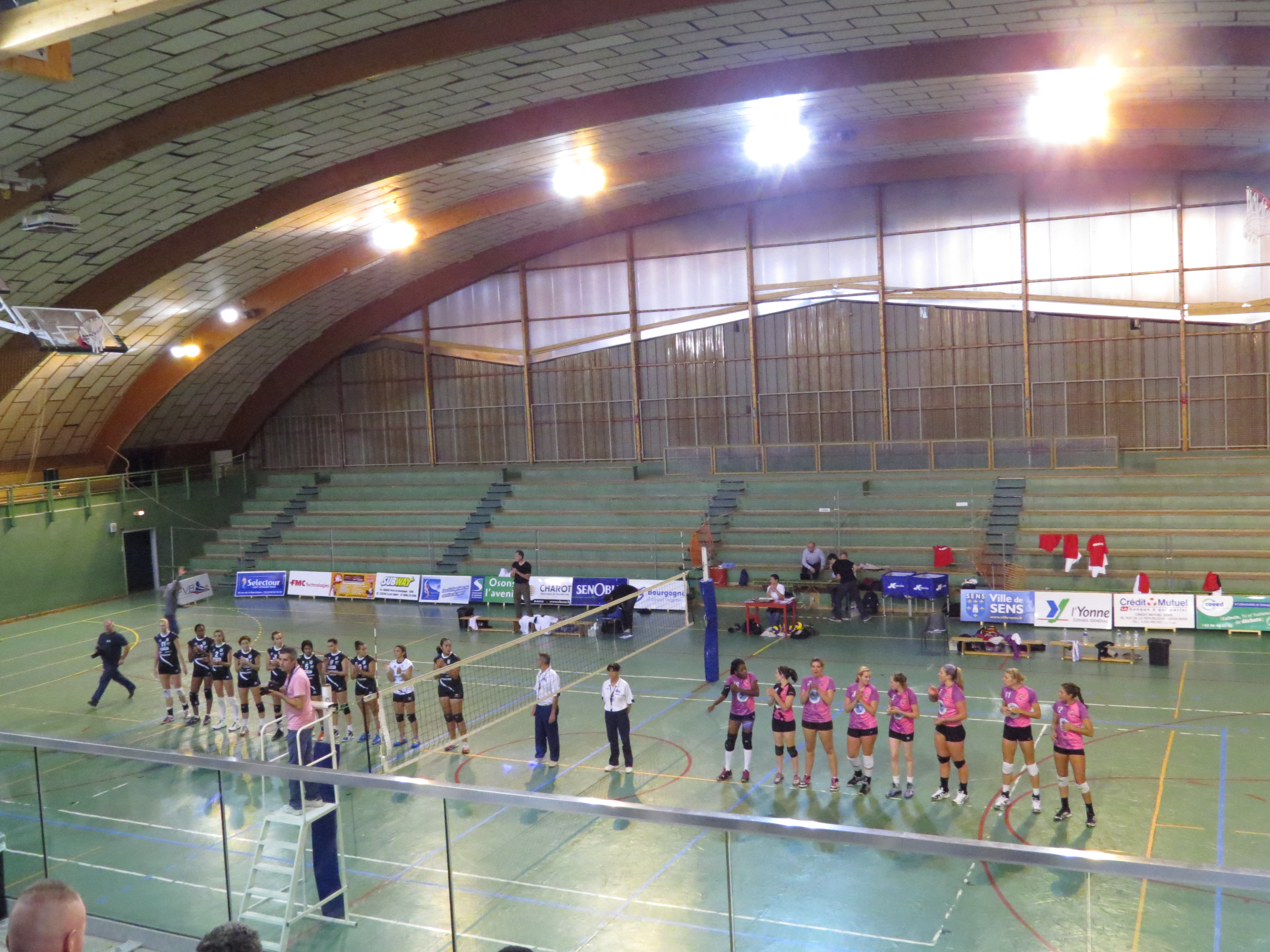
Le SOC recevant le Laon Volley club en octobre 2013

Saison 2023-2024 :
| No                                        | Nom                        | Date de naissance          | Taille                         | Poids                          | Poste                          |
| ----------------------------------------- | -------------------------- | -------------------------- | ------------------------------ | ------------------------------ | ------------------------------ |
| 1                                         | Anaïs Robert               | 1999                       | 183                            | {{{poids}}}                    | Passeuse                       |
| 2                                         | Katia Tetuanui             | 1998                       | 192                            | {{{poids}}}                    | Centrale                       |
| 4                                         | Joé Dumery                 | 2005                       | {{{taille}}}                   |                                | Libero                         |
| 5                                         | Tehea Labaste              | 1997                       | 180                            | {{{poids}}}                    | Centrale                       |
| 6                                         | Lola Morillon              | 2001                       | 169                            | {{{poids}}}                    | Réceptionneuse-attaquante      |
| 7                                         | Tehei Labaste              | 1997                       | 182                            | {{{poids}}}                    | Réceptionneuse-attaquante      |
| 8                                         | Sol Piccolo                | 1996                       | 184                            | {{{poids}}}                    | Attaquante                     |
| 9                                         | Margot Le Moigne           | 1987                       | 170                            | {{{poids}}}                    | Passeuse                       |
| 12                                        | Nihel El Ghoul             | 1984                       | 180                            | {{{poids}}}                    | Réceptionneuse-attaquante      |
| 13                                        | Andréa Balsam              | 2004                       | 182                            | {{{poids}}}                    | Libero                         |
| 14                                        | Rosanna Giel Ramos         | 1992                       | 187                            | {{{poids}}}                    | Centrale                       |
| 15                                        | Alicja Markiewicz          | 1991                       | 174                            | {{{poids}}}                    | Libero                         |
|                                           |                            |                            |                                |                                |                                |
| Encadrement technique                     | Encadrement technique      |                            | Légende                        | Légende                        | Légende                        |
| Entraîneur : Johann Guille                | Entraîneur : Johann Guille | Entraîneur : Johann Guille | : Capitaine                    | : Capitaine                    | : Capitaine                    |
| Entraîneur(s) adjoint(s) :                | Entraîneur(s) adjoint(s) : | Entraîneur(s) adjoint(s) : | : Joueuse blessée actuellement | : Joueuse blessée actuellement | : Joueuse blessée actuellement |
| Préparateur(s) physique(s) : Kévin Fiette |                            |                            |                                |                                |                                |

Saison 2015-2016 :
| No                                                                                  | Nom                                                                                 | Date de naissance                                                                   | Taille                         | Poids                          | Poste                          |
| ----------------------------------------------------------------------------------- | ----------------------------------------------------------------------------------- | ----------------------------------------------------------------------------------- | ------------------------------ | ------------------------------ | ------------------------------ |
| 2                                                                                   | Amina Redouani                                                                      | 1985                                                                                | 178                            |                                | Attaquante                     |
| 3                                                                                   | Kathleen Hruska                                                                     | 1988                                                                                | 188                            |                                | Centrale                       |
| 4                                                                                   | Valeria Vaki                                                                        | 1987                                                                                | 183                            |                                | Réceptionneuse-attaquante      |
| 5                                                                                   | Marion Cormier                                                                      | 1994                                                                                | 173                            |                                | Libero                         |
| 6                                                                                   | Raphaëlle Giaoui                                                                    | 1992                                                                                | 180                            |                                | Réceptionneuse-attaquante      |
| 7                                                                                   | Tehei Labaste                                                                       | 1998                                                                                | 182                            |                                | Attaquante                     |
| 8                                                                                   | Veronik Skorupka                                                                    | 1989                                                                                | 181                            |                                | Réceptionneuse-attaquante      |
| 9                                                                                   | Cassandra Seguin                                                                    | 1994                                                                                | 175                            |                                | Passeuse                       |
| 12                                                                                  | Ariana Williams                                                                     | 1993                                                                                | 186                            |                                | Centrale                       |
| 13                                                                                  | Mirna Basic                                                                         | 1991                                                                                | 182                            |                                | Passeuse                       |
| 14                                                                                  | Tehea Labaste                                                                       | 1998                                                                                | 181                            |                                | Centrale                       |
|                                                                                     |                                                                                     |                                                                                     |                                |                                |                                |
| Encadrement technique                                                               | Encadrement technique                                                               |                                                                                     | Légende                        | Légende                        | Légende                        |
| Entraîneur : Vincent Roche                                                          | Entraîneur : Vincent Roche                                                          | Entraîneur : Vincent Roche                                                          | : Capitaine                    | : Capitaine                    | : Capitaine                    |
| Entraîneur(s) adjoint(s) : Olivier Deloison Entraîneur(s) adjoint(s) : Kévin Caudal | Entraîneur(s) adjoint(s) : Olivier Deloison Entraîneur(s) adjoint(s) : Kévin Caudal | Entraîneur(s) adjoint(s) : Olivier Deloison Entraîneur(s) adjoint(s) : Kévin Caudal | : Joueuse blessée actuellement | : Joueuse blessée actuellement | : Joueuse blessée actuellement |